# Euclides (arconte)
Euclides o Eucleides (griego: Ευκλείδης) fue un arconte de Atenas de finales del siglo V a. C. Contribuyó al restablecimiento de la democracia durante su mandato, del 403 a 402 a. C. También se cree que contribuyó al nuevo ordenamiento político, con propuestas que buscaban hacer frente al reto de una minoría potencialmente perjudicial que había apoyado a la oligarquía en los años anteriores.

## Medidas
Durante su mandato, el arconte hizo adoptar el alfabeto jónico, el más usado en Grecia. Los habitantes de Atenas aceptaron el cambio, incluyendo la adopción de las letras eta y omega. Se han descubierto inscripciones atenienses en jónico previas al cambio, lo que permite comprender más fácilmente en qué consistió. Sin embargo, algunos autores atenienses siguieron usando el viejo alfabeto aunque todos los documentos oficiales pasaron a estar escritos en el jónico.

## Legado
Fue aliado de Arquino, juntos buscaron poner fin al conflicto civil y hallar una nueva constitución. Debido a esto, se da más crédito a las soluciones de Arquino a los problemas de la ciudad. Recuperando a la ciudad del terror ante la posibilidad de ser destruida al acabar la guerra del Peloponeso.
Antes de su gobierno, Atenas estaba vencida, humillada y arruinada. Su imperio, la liga de Delos, se había derrumbado en revueltas y guerras civiles (stasis). Euclides consiguió la paz a través de una amnistía para las partes en conflicto, es decir, demócratas y oligarcas. Una ley de olvido tras el derribo de los Treinta Tiranos para curar las heridas y permitir la convivencia.